# Octavio Ontivero
Octavio Ontivero (El Jagüel, 10 de enero de 2006) es un futbolista argentino. Juega como lateral izquierdo y su equipo actual es Lanús, de la Primera División de Argentina.

## Trayectoria

### Inicios
Comenzó a jugar al fútbol en el club Inter de la localidad de Longchamps.

### Lanús
A los 6 años pasaría a las inferiores del Granate. Como consecuencia de su proyección, a principios de 2023 firmó su primer contrato profesional.
El 29 de mayo de 2024 debutó en la primera de Lanús como titular en el marco de la Copa Sudamericana frente a Cuiabá.

## Selección nacional

### Sub-17
Jugó como titular en 4 de los partidos por el Sudamericano Sub-17 en Ecuador al mando de Diego Placente. En el Sudamericano terminaron terceros y les otorgó una plaza para jugar el Mundial Sub-17 en Indonesia.

### Sub-20
El 1 de marzo de 2024 fue convocado en la primera lista del nuevo ciclo 2024-2025 de la Selección de fútbol sub-20 de Argentina.

## Estadísticas

### Clubes
Actualizado al último partido disputado el 27 de octubre de 2024.
| Club                | Div.                | Temporada           | Liga | Liga | Copa Nacional | Copa Nacional | Copa Internacional | Copa Internacional | Total | Total |
| Club                | Div.                | Temporada           | PJ   | G    | PJ            | G             | PJ                 | G                  | PJ    | G     |
| ------------------- | ------------------- | ------------------- | ---- | ---- | ------------- | ------------- | ------------------ | ------------------ | ----- | ----- |
| Lanús Argentina     |                     |                     |      |      |               |               |                    |                    |       |       |
| 1.ª                 | 2024                | 3                   | 0    | 0    | 0             | 1             | 0                  | 4                  | 0     |       |
| Total               | Total               | 3                   | 0    | 0    | 0             | 1             | 0                  | 4                  | 0     |       |
| Total en su carrera | Total en su carrera | Total en su carrera | 3    | 0    | 0             | 0             | 1                  | 0                  | 4     | 0     |